# Numismatic Guaranty Corporation

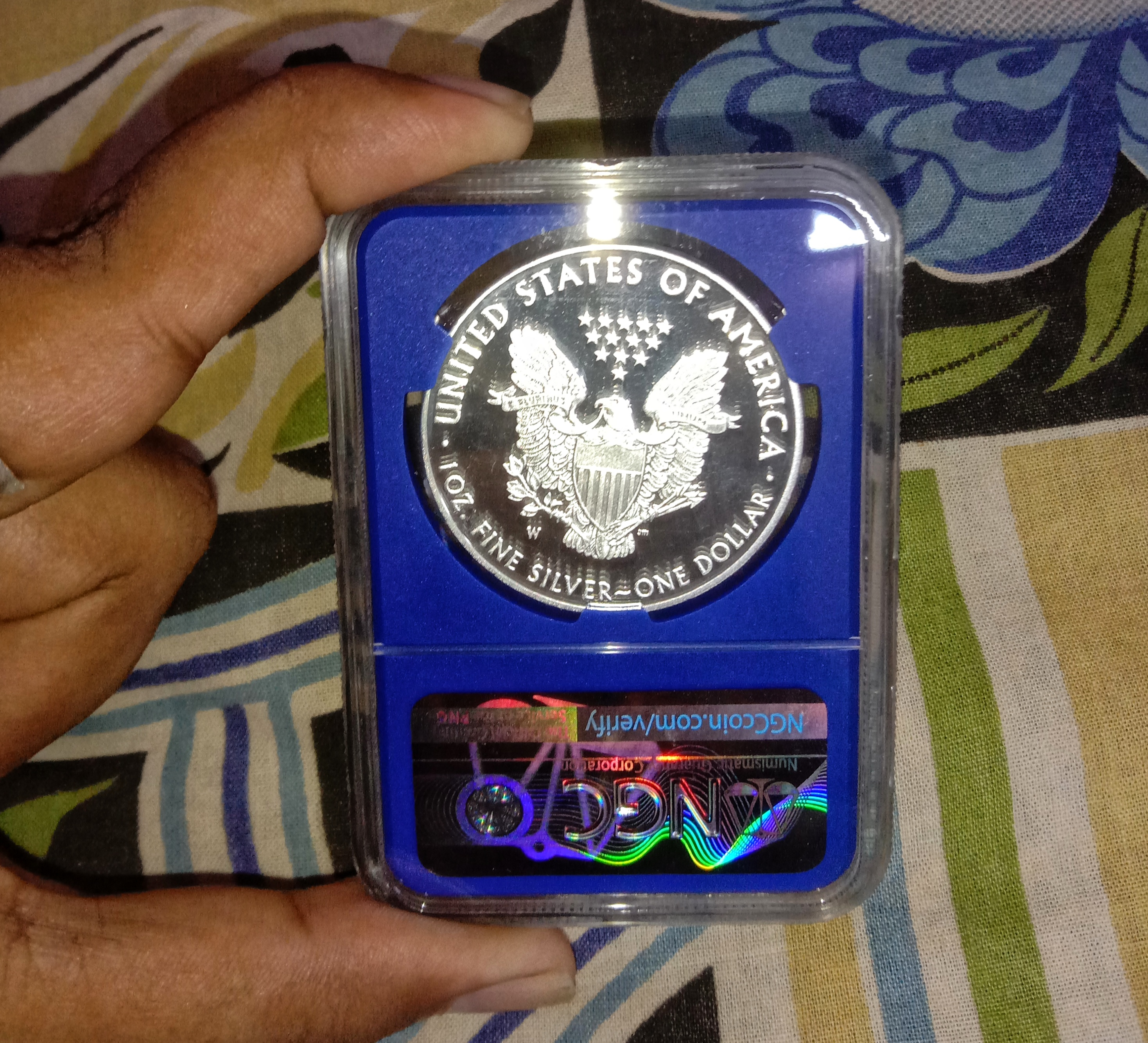

Numismatic Guaranty Corporation (часто вживається абревіатура NGC) — приватне міжнародне підприємство зі штаб-квартирою в місті Сарасота (Флорида), що спеціалізується на сертифікації монет. Станом на 2019 рік, NGC сертифікувала більше 40 мільйонів монет. Сертифікація NGC складається з аутентифікації, класифікації, атрибуції та інкапсуляції монет в прозорі пластикові холдери.